# Poor Cow
Poor Cow is een Britse dramafilm uit 1967 onder regie van Ken Loach. In Nederland werd de film destijds uitgebracht onder de titel Geen tranen voor Joy.

## Verhaal
Joy is een jonge huisvrouw uit de Engelse arbeidersklasse. Ze maakt aldoor de verkeerde keuzes, wanneer het om mannen gaat. Ze leert het ware geluk kennen door Dave, een dief die bovendien de beste vriend is van haar man Tom.

## Rolverdeling
| Acteur        | Personage    |
| ------------- | ------------ |
| Carol White   | Joy          |
| John Bindon   | Tom          |
| Terence Stamp | Dave         |
| Queenie Watts | Tante Emm    |
| Kate Williams | Beryl        |
| Billy Murray  | Maat van Tom |